# النقل في كوريا الجنوبية
وسائل المواصلات في كوريا الجنوبية متوفرة عن طريق شبكة واسعة من خطوط السكك الحديدية السريعة، وخطوط الحافلات، وخدمات العبارات، والخطوط الجوية والتي تقطع البلاد بأكلمها.
يبلغ عدد الطرق السريعة في جمهورية كوريا الجنوبية 31 طريق تصل إلى 4000 كم من بينها طريق يسمى كيونجبو والذي يعد أول طريق سريع في كوريا الجنوبية. وتوجد قوانين للمرور تنظم حركة المرور في الطرق. وبالرغم من وجود سكة حديد يصل إلى 3000 كم ومترو كوانجبوك وخط سكة حديد في المدينة
إلا أنه يوجد قلة في البنية التحتية بالمقارنة للطرق. وقد تم إنشاء خط سكة حديد في مدينة كوانجبوك بالإضافة إلى مترو كوانجبوك الموجود في العاصمة سيول. كما يوجد أيضا 13 مطار مسئول عن حركة النقل داخل البلاد وخارجها. وتعد شركات الطيران الموجودة في كوريا الجنوبية من أكبر الخطوط الجوية الكورية. وتقوم وزارة النقل والمواصلات بإدارة حركة المرور في كوريا الجنوبية.
ومنذ عام 1970 بدأ تقدم جوانب جديدة في مجال حركة النقل والمرور في كوريا الجنوبية، حيث بدأ ترويج صناعة السفن والسيارات وإنشاء طرق سريعة.
ولكن ما زال يوجد مشكلة في النقل وعدم التوازن الهيكلي ولذلك تم طلب تشكيل سوق نقل أساسة مجموعة من المبادئ العامة.
كما أن مشكلة النقل تؤدي إلى تقييد الإنتاج الحقيقي وهو ما يسمى بظاهرة صعوبة النقل. كما توجد ظاهرة عدم التوازن في التوزيع الإقليمي للإنتاج.

## تاريخ
بدأ تطوير البنية التحتية مع خطة التنمية الخمسية الأولى (1962-66)، والتي تضمنت إنشاء 275 كيلو متر من السكك الحديدية والعديد من مشاريع الخطوط السريعة الصغيرة. اكتمل بناء طريق غيونغبو السيار والذي يربط بين مدينتي سول وبسان في السابع من يوليو سنة 1970.
شهدت سبعينات القرن العشرين مزيداً من الالتزام باستثمارات البنى التحتية. أضافت الخطة التنموية الخمسية الثالثة (1972-76) تطوير المطارات، والموانئ البحرية. بني نظام مترو الأنفاق في سول ووسعت شبكة الخطوط السريعة بحوالي 478 كيلو متر وبدأت العديد من مشاريع الموانئ في بوهانغ، وألسان، وماسان، وإنتشون، وبسان.
تطورت تجربة شبكة السكك الحديدية في ثمانينات القرن العشرين مع كهربة المشاريع والمزيد من مشاريع المسارات الإضافية. زيدت سرعة العمليات على الخطوط الرئيسية أيضاً. مع أن السكك الحديدة ما تزال نافعة لنقل البضائع إلا أن نقل الركاب ما زال ينمو. بحلول عام 1988 بلغ مجموع طول الطرق حوالي 51 ألف كيلو متر. وسعت شبكة الطرق السيارة من أجل ربط العديد من المدن الكبرى وبلغ مجموع أطوالها 1539 كيلو متر قبل نهاية العقد.

## السكك الحديدية

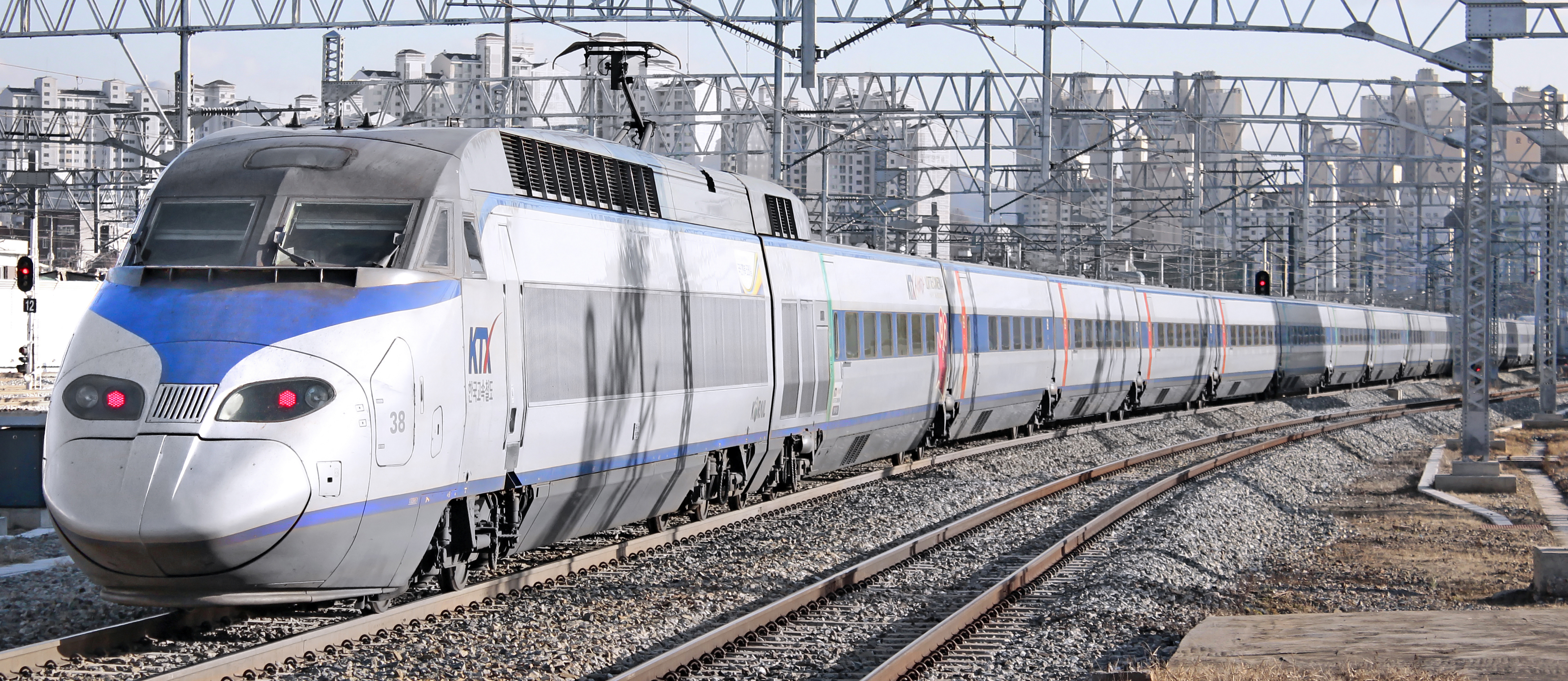
قطار كي تي إكس

تقوم خطوط سكة الحديد الكورية (كوريل) بتشغيل ثلاث أنواع من القطارات قطارالسرعة العالية (كي تي إكس) والقطار السريع (سيما أول) والقطار المحلي (موكون هوا) و ذلك ضمن شبكة مواصلات حديدية شاملة في البلاد. ويربط القطار السريع العاصمة سيول بمدن دايجون وشرق دايجو وبوسان وكوانج جو وموكبو. ويمكن بلوغ معظم الأماكن المشهورة بواسطة خطوط القطار المباشرة أو عبر التحويل.

### مترو الأنفاق
يعتبر مترو الأنفاق من أكثر وأسهل وسائل المواصلات المستخدمة للتنقل بين أرجاء مدن سيول، وانتشون، ودايجون وبوسان. فقد أصبح مترو الأنفاق أسرع وسيلة للمواصلات والأكثر أمنا. وتربط خطوط مترو الأنفاق في سيول بين كل أجزاء المدينة وضواحيها. وتختلف أسعار التذاكر وفقا للمحطات. السعر الأساسي هو 1000 وون (0,86 دولار) . ويمكن للركاب دفع أجرة الحافلة وقطارات الترام والتحويل المجاني باستخدام بطاقة معروفة باسم (تي_موني).
مترو الأنفاق في سيئول تغطيه شركتين منفصلتين، هي سيئول مترو وسيئول متروبوليتن. يعتبر مترو الأنفاق واحد من أسرع أنظمة المترو في العالم، إذ أنه مرتبط مع نظام الحافلات وهو من بين أكثر الأنظمة دقة وفعالية للمرور العابر في مختلف أنحاء العالم. القطارات نظيفة ولها لون مميز . وهناك العديد من اللافتات والإعلانات باللغة الإنجليزية كذلك. تسير القطارات كل خمس دقائق لأكثر من إثنا عشر ساعة من الساعة 6 صباحا وحتى 11.30 وكل ست دقائق في ساعات الذروة (من السابعة صباحا حتى التاسعة صباحا ومن الساعة الرابعة مساء حتى السابعة مساء). تدير شركة سيئول مترو الخطوط من 1 إلى 4، وفي تدير شركة النقل السريع سيئول متروبوليتن الخطوط من 5 إلى 8. هناك تذكرة 30 يوم للمترو ويعاد شحن بطاقات تي-موني بالبطاقات المتاحة من المتاجر وعدادات التذاكر في محطات مترو الانفاق، ويمكن استخدامها على جميع وسائل النقل العامة. مع خطط إعادة الهيكلة الحالية، سوف تكون بطاقات تي-موني أيضا قابلة للاستخدام في سيارات الأجرة كذلك. تذكرة يوم إلى 3 أيام في المدينة (من 15 ألف وون إلى 35 ألف وون) تكون صالحة لعشرين رحلة يوميا على الحافلات ومترو الأنفاق، وتكون صالحة أيضا بالنسبة للرحلات غير المحدودة في مدينة سيئول في الحافلة السياحية. كما أنها تعمل كبطاقة خصم على مترو سيئول في مناطق جذب السياح.

 وقد افتتح الخط الأول لمترو سيئول فى1947 ويبلغ عدد خطوطه الآن تسعة خطوط. ويعد المترو هو الوسيلة العامة الأكثر ازدحاما في سيئول .

## الحافلات
مع 10.000 حافلة تسير في أنحاء المدينة، تعتبر هذه الحافلات الأقل تكلفة بالنسبة لوسائل النقل الأخرى في سيئول، وهي مفيدة للغاية في الطريق السريع، إلا أنها يمكن أن تكون متعبة في ساعات الذروة. حافلات المدينة تصنف إلى أربع ألوان. الأزرق، الأخضر ، الأحمر ، الأصفر ، كل لون يمثل منطقة معينة من مناطق العمل. الحافلات الزرقاء ترمز إلى الطرق المؤدية إلى المناطق الخارجية من المدينة من - الشمال إلى الجنوب ومن الشرق إلى المحور الغربي، وتسلك الطرق الرئيسية في البلدة. تعمل الحافلات الخضراء في المناطق المحلية داخل مواقع أو مناطق محددة وتتوقف عند نقطة الالتقاء مع حافلات النقل الزرقاء أو قطارات الأنفاق. تعبر الحافلات الحمراء وسط مدينة سيئول وترتبط مع جميع أنحاء مدن سيئول مثل بوندنج وإنسان وكويك. تعبر الحافلات الصفراء الطرق القصيرة داخل مناطق وسط المدينة، وتقف على جميع محطات السكك الحديدية الرئيسية والمواقع السياحية ومناطق التسوق، وهي أفضل وسيلة لنقل السياح في وسط المدينة. معظم الحافلات تعمل من الساعة 11 مساء وحتى الـ 2 صباحا.

### الخدمات الإقليمية
تتجه حافلات المسافات الطويلة بصورة مباشرة إلى المحطات وتتوقف فقط عند استراحات الطرق السريعة بعد كل عدة ساعات. ويوجد نوعان من الحافلات فاخرة وعادية تسافر عبر المدن الكورية الكبرى. لدى حافلات المدن أربع مقاعد على الجوانب. أما الحافلات الأكثر تكلفة فلها ثلاث مقاعد على الجوانب. وتقدم تسهيلات مثل: التلفونات الجوالة والأفلام. وتوجد رحلات ليلية للحافلات الفاخرة بين بعض المدن. تعتبر محطة سيول للحافلات السريعة في شرق العاصمة سيول، ومحطة بوسان في الطرف الشرقى من كوريا، أكثر المحطات إزدحاما. ولدى سيول ثلاث محطات للحافلات السفرية، وتقدم خدماتها إلى مختلف مدن البلاد محطة الحافلات الرئيسية وهي محطة للحافلات السريعة الرئيسية على خط المترو رقم 3 و7 أو 9 ومحطة نامبو للحافلات بالقرب من محطة المترو رقم 3 في كانجنام، أما المحطة الثالثة فهى محطة (دونج سيول) للحافلات السفرية في يول بالقرب من محطة (كاتج بيون) أو خط المترو رقم2. وتقع محطة الحافلات السفرية في بوسان في الجزء الشرقي من وسط المدينة.

### الخدمات المحلية

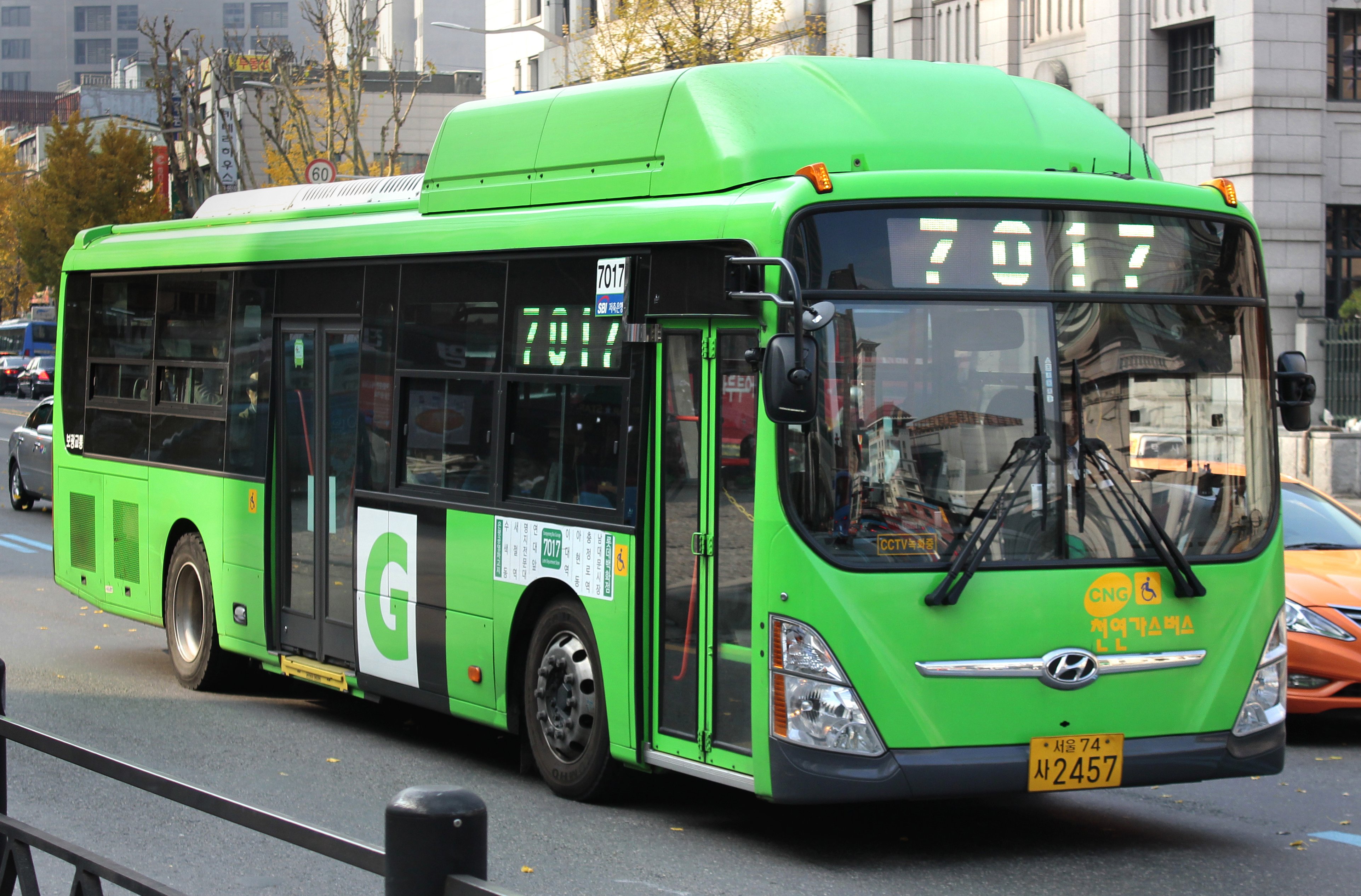
حافلة محلية في سيول

ترتبط شبكة الحافلات المنتظمة والخاصة بالمسافات البعيدة تقريبا بين جميع المدن والبلدات في البلاد. وتعتبر الحافلات المنتظمة بين المدن هي الطريقة الأقل تكلفة للسفر في جميع أنحاء البلاد ولكنها تتوقف بصفة متكررة. تتراوح تكلفة استخدام الحافلة ما بين 700 إلى 1800وون. 

### الخدمات الأخرى

#### سيارات الأجرة
هناك أربعة أنواع من سيارات الأجرة التي تعمل في سيئول، وهي تختلف من حيث الاستخدام والتكنولوجيا: سيارات الأجرة العادية، سيارات أجرة ديلوكس، سيارات أجرة التكنولوجيا العالية ذات العلامة التجارية، وسيارات أجرة جامبو. سيارات الأجرة العادية جيدة حيث أن السائقين يتحدثون اللغة الإنجليزية بشكل جيد. سيارات أجرة ديلوكس مصبوغة باللونين الأسود والأصفر وتقدم مستوى رائع من الخدمة، بسعر أعلى طبعا. سيارات أجرة التكنولوجيا العالية التقنية تأتي مع نظام تحديد المواقع (الأنظمة العالمية لتحديد المواقع)، وهي كما يشير اسمها توفر التكنولوجيا الفائقة. سيارات أجرة جامبو تشمل ثمانية مقاعد تتسع للمسافرين والأمتعة الزائدة أو للذين يسافرون في جماعات.
سيارة الأجرة العادية: يبدأ السعر من 2,400 وون للإثنين كيلومتر الأولى و 100وون لكل 144 متر إضافي.(سيئول) سيارات الأجرة ذات العلامة التجارية: بإمكانك الإتصال بسيارة الأجرة من أي مكان داخل المدينة وسوف تصل إليك في خلال 5 دقائق.
سيارات أجرة ديلوكس: سيارات الأجرة ديلوكس ذات ألوان سوداء مع إشارة صفراء في القمة. وتقدم خدمات فاخرة إلا أن السعر يبدأ من 4,500 وون للثلاثة كيلو متر الأولى و 200 وون لكل 164 متر إضافي. سيارة الأجرة الكبيرة: كذلك تم توفير سيارات كبيرة تحمل ثماني ركاب.

#### تأجير السيارات
القيادة في سيئول هو أمر سهل نسبياً، ولكنك سوف تصادف العديد من الاختناقات المرورية التي يمكن أن تستمر لمدة تصل إلى ساعة واحدة، والعديد من السائقين الذين يفضلون تجاهل إشارات المرور . الطرق مرصوفة جيداً وإشارات المرور تعمل بكفاءة، ولكن معظم السائقين لا يمتثلون لقوانين السير الأساسية. هنالك العديد من شركات تأجير السيارات في المدينة ولكن الأكبر والأكثر شعبية هي كومهو لتأجير السيارات والتي هي تابعة لهيرتز.
يمكن أن تكون قيادة السيارة تجربة ممتعة للتجول عبر كوريا.الطرق الممتدة وشبكة الطرق السريعة متوفرة بكثرة، ما يعني إمكانية زيارتك لكل ركن من أركان البلاد بكل سهولة.يتعين على سائقي السيارات توافر الشروط التالية: خبرة قيادة لا تقل عن عام، الحصول على رخصة قيادة عالمية، ألّا يقل عمر السائق عن 21 سنة، يحمل جواز سفر ساري المفعول. ويتراوح إيجار السيارة ما بين 60,000 إلى 460,000 وون كوري (51,89_397,82 دولار أمريكي لليوم الواحد. ويعتمد ذلك على نوع السيارة. وأقصى حد مسموح به للسرعة هو 60 كلم لأغلب الطرق داخل المدينة و 80 كلم/س_100 كلم/س على الطرق السريعة والطريق الأولمبي. و القيادة تحت تأثير المسكرات يؤدي إلى عقوبات عنيفة.

## الطرق

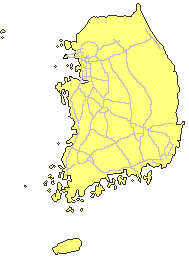
الطرق السريعة في كوريا الجنوبية

تنقسم الطرق في كوريا الجنوبية إلى سبعة أنواع وهي: الطريق السريع، الطريق العام، تيكبيول شي دو، كوانج يوك شي دو، جيبانج دو، شيدو، كوندو، كودو
أما عن الطرق وأنظمة السلامة فإن جميعها تخضع لقانون تنظيم حركة المرور في الطرق.

### حركة المرور
بدأت حركة المرور في كوريا منذ عصر الممالك الثلاثة. وفى عصر جوسون تطورت حركة المرور في 6 مناطق هي: إيجو، كيونجهينج، بيونجهيه، دونجري، جيجو وكانجهوا.
وفي عام 1900 تم تمهيد الطريق القديم وتحويله إلى طريق حديث. و في عام 1911 تم طرح السيارات ثم بعد ذلك ظهرت سيارات الأجرة والحافلات. وفي عام 1928 ظهرت عربات النقل أو الشاحنات. وفى عام 1970 تم إنشاء الطريق السريع كيونجبو وظهرت الأتوبيسات السريعة. ومنذ ذلك الحين تطورت وسائل النقل من حيث الجودة والكمية في جمهورية كوريا كما تم إنشاء طرق سريعة في جميع المناطق. وحاليا تستخدم الأتوبيسات المتنوعة كويسلة نقل أساسية داخل المدينة ذاتها أو بين المدن .

## الطرق المائية
في الحقيقة، من الممكن وصول كوريا بحرا، على الرغم من أن ذلك أقل راحة مقارنة بالطيران. ويعتمد على المكان الذي تبحر منه، إلا أنها مسألة خيار وخاصة بالنسبة للذين يحبون البحر ، تعتبر وسيلة ممتعة للسفر .
على الرغم من صعوبة دخول جمهورية كوريا (كوريا الجنوبية) عبر الطرق البرية بسبب تقسيم شبه الجزيرة الكورية، إلا إنه من الممكن دخول كوريا عبر البحر. تنتشر وسائل النقل البحرية في المياه بين كوريا ومختلف المدن الكبرى في الصين واليابان، بالإضافة إلى فيلادوفستيك في روسيا. كما يرتبط مينائي إنشون وبوسان الكوريين بالطرق البرية بالعاصمة سيئول بما في ذلك خط السكة الحديد السريع (كي تي إكس ).

### العبارات
العديد من الخطوط البحرية توفر خدماتها للمسافرين إلى كوريا. من بين تلك التي تعمل في الساحل الغربي الأمريكي تجد بواخر وسترمان، أمريكان بايونير، باسيفيك فار إيست، باسيفيك أورينت إسكبريس، ستيت مارين والخطوط الأمريكية.
كما تجد العديد من الشركات التي توفر خدمات تربط ميناء بوسان وجزيرة جيجو بموانئ شيمونوسيكي، كوبي وهاكاتا اليابانية، ومن بينها شركة بوكوان للسفن، كوريا للسفن وكوريا مارين اسكبريس.

### الموانئ والمرافئ
في نهاية عام 2002 بلغ عدد الموانئ الموجودة في جمهورية كوريا الجنوبية 49 ميناء من بينهم27 ميناء تجارى و 22 ميناء ساحلي.

#### ميناء إنشون الدولي للمسافرين
إذا سافرت من الصين، فإن الوصول إلى كوريا عبر البحر هو خيارك. حيث يرتبط ميناء إنشون الذي يبعد ساعة من العاصمة سيئول بموانئ ويهاي، كوينداو ، تيانجين، داليان، داندونغ، شنغهاي، يانتاي وشيداو الصينية. وأصبحت هذه الطرق ذائعة الشهرة مع تنامي التبادل الاقتصادي والسياحي بين كوريا والصين.

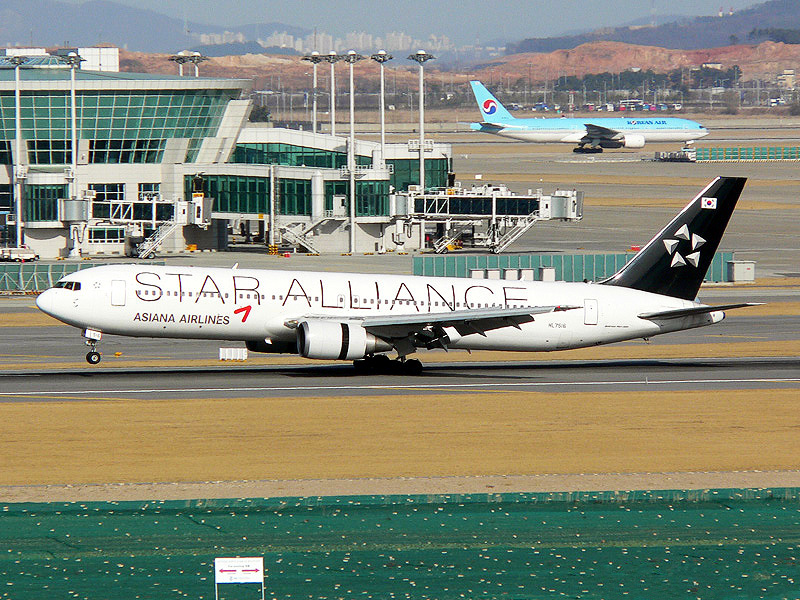
طائرة بوينغ 767-300 من أسيا للطيران (OZ/AAR) بتصميم 'ستار ألاينس' في مطار إنتشون الدولي، مارس 2009

#### ميناء بوسان الدولي للمسافرين
أما إذا أتيت من اليابان، فمن السهولة أن تأتي إلى كوريا بالباخرة. حيث يدير ميناء بوسان الجنوبي الشرقي، أفضل الموانئ الكورية، خدمات السفن الدولية إلى مدن شيمونوسيكي، فوكودا، تسوشيما، أوساكا وهاكاتا اليابانية. ويدخل كوريا عبر هذا الخط حوالي 53,000 مسافر كل عام. ومع بدء خدمات قطار ال (كي تي إكس ) السريع بين بوسان وسيئول، أصبح من الممكن الآن الوصول عبر المدينتين في ثلاث ساعات فقط.

### التجارة البحرية
يواجه النقل البحري مشكلة في نقل بضائع التصدير والإستيراد من حيث التكلفة وعدد أفراد الطاقم البحري وأيضا تدهور السفن.

## السفر الجوي
خدمت الخطوط الجوية الكورية، التي تأسست في عام 1962، 21640000 راكبا، بينهم 12490000 المسافرين الدوليين في عام 2008.[78] حاملة طائرات ثانية، الخطوط الجوية آسيانا، التي أُنشئت في عام 1988، ويعمل أيضا حركة المرور المحلية والدولية. جنبا إلى جنب، جنوب شركات الطيران الكورية يخدم 297 المسارات الدولية.[79] أصغر شركات الطيران، مثل الهواء جيجو، وتوفير الخدمات المحلية مع انخفاض الأسعار.[80]
ترتبط كوريا بشبكة من النقل الجوي مع بقية أنحاء الكرة الأرضية، مع الكثير من طائرات الخطوط العالمية التي تقوم برحلات إلى سيئول. وتمتلك كوريا الخطوط الجوية الكورية وآسيا للطيران، اللتان تتمتعان بسمعة طيبة وشهرة في التقدم بصفة يمكن الاعتماد عليهما في الراحة والسلامة والتميز.
بلا شك سوف يبتهج المسافرون بالخدمات المتطورة التي تقدم بواسطة مطار إنشون الدولي، البوابة الرئيسية لكوريا، وأحد أكبر المطارات الدولية المتقدمة تكنولوجيّا في آسيا. وقد تم تصنيفه على أنه أفضل مطار في العالم بواسطة بعض الاستطلاعات من بينها استطلاعات لمجلة السفر حول العالم في الولايات المتحدة والمجلس الدولي للمطارات.

### المطارات
اكتمل أكبر مطار في كوريا الجنوبية، مطار إنتشون الدولي، في عام 2001. بحلول عام 2007، تم تقديم 30 مليون مسافر في السنة.[76] مطارات دولية أخرى تشمل كيمبو، بوسان وجيجو. وهناك أيضا سبعة مطارات محلية، وعدد كبير من المطارات.
المدخل الرئيسي لكوريا هو مطار إنشون الدولي، الذي يقع على بعد 52 كلم غربي وسط سيئول (ساعة واحدة). لقد تم افتتاحه في العام 2001، ويعتبر أحد أكبر المطارات الدولية المتقدمة تكنولوجيّا في العالم. ويعمل بمثابة محور للنقل في شمال شرق آسيا، موفراً بذلك استراحة مناسبة للطائرات الأخرى المتجهة إلى الأجزاء الأخرى في آسيا.
وهو مطار مناسب لهبوط جميع أنواع الطائرات بما في ذلك طائرات ال إيرباص الكبيرة (إي 380). ويضم المطار جميع وسائل الراحة التي يتطلبها المسافرون، بما في ذلك الأسواق الحرة، مراكز الرياضة، الفنادق الصغيرة للمسافرين المحولين لخطوط أخرى، غرف للفيديو، صالات ألعاب، مراكز تجارية، محلات للموضة ومطاعم.
وخلافاً لمطار إنشون الدولي، هناك العديد من المطارات الدولية المنتشرة في البلاد مثل مطار كيمبو في سيئول، ومطار كيمهي في بوسان، جيجو، تشيونغجو، ديجو، يانغ يانغ، موان ومطار كوانجو. ويستقبل مطاري كيمهي وجيجو طائرات من وإلى طوكيو، فوكودا، ناغويا وأوساكا في اليابان مباشرة.
ولدى كوريا اثنين من الخطوط الوطنية للطيران هما الخطوط الجوية الكورية وآسيانا للطيران. وكلاهما تديران طائرات من وإلى المطارات الدولية حول العالم.

#### من المطار
يقع المطار على بعد 52 كيلومترا أو 32 ميلا إلى الغرب من وسط مدينة سيئول. حافلات الليموزين تسافر إلى انحاء مختلفة من المدينة على فترات منتظمة، وتنطلق محطة مطار كوريا كل 15 إلى 15 دقيقة إلى الأجزاء الشرقية من سيئول. كومهو وافيس هي شركات تعرض خدماتها لتأجير السيارات في المطار، ولها مكاتب تقع في منطقة القادمين. سيارات الأجرة متوفرة بسهولة وتستغرق حوالي 50 دقيقة للوصول إلى وسط مدينة سيئول.

## كيفية السفر في كوريا
تضم كوريا العديد من المواقع السياحية، والتي تتراوح ما بين الجبال ذات المناظر الخلابة والشواطئ إلى المواقع الثقافية. وتتواجد هذه الجواذب السياحية في أقاليم البلاد المختلفة والمدن الكبرى.
تعتبر زيارة إحدى المهرجانات الإقليمية المختلفة والفعاليات التي تنتشر في أنحاء البلاد، فرصة طيبة للتعرف على عادات وتقاليد السكان المحليين عن قرب. حيث تنظم معظم المناطق مهرجانات سنوية، وأشهرها مهرجان بوريونغ للطين ومهرجان آندونغ لرقصة القناع
على كل حال، وأنت تكتشف المناطق الثقافية أو تقوم بزيارة المهرجانات، يمكنك الإقامة في إحدى أماكن الإقامة المختلفة المتاحة هنا والتي تتفاوت من الإقامة في المنازل، البينسيونات، الفنادق والمنتجعات.
يمكنكم أيضا الاستمتاع بالتسوق في كوريا. حيث تتاح للأجانب فرصة الحصول على أسعار خاصة في الأسواق الحرة. وسوف يكون كل ما يتعلق بالموضة، المقتنيات الأثرية، مستلزمات التجميل، الأعشاب والتوابل والأجهزة الإلكترونية ضمن قائمة السلع المتاحة.
تشتهر كوريا بامتلاكها لشبكة نقل ممتازة وزهيدة نسبيا، وتوصل إلى أي زاوية من البلاد. ولهذا السبب يعتبر السفر داخل كوريا أمراً سهلا وغير مكلف.
ولديك الخيار للسفر بالطائرة، الحافلة أو القطار . فإذا قررت السفر بالحافلة قد تجد بعض الصعوبات في اللغة حيث لا يتم التحدث باللغة الإنجليزية في معظم محطات الحافلات.
ترتبط العاصمة سيئول أيضا بشبكة نقل جيدة. كما أن الانتقال داخل المدينة نفسها أمرا سهلا للغاية ويعود الفضل في ذلك إلى نظام قطار أنفاق سيئول والذي يتسم بالإدارة الجيدة والبساطة في الاستخدام بالإضافة إلى الحافلات وسيارات الأجرة.
بالطائرة
معظم المطارات المحلية تبعد حوالي ساعة طيران من العاصمة سيئول.
يقع مطار كيمبو بين المنطقة الغربية لسيئول ومطار إنشون الدولي الجديد، وقد استخدم في الأساس للسفريات الداخلية والرحلات القصيرة إلى اليابان والصين. تقوم كوريا للطيران، آسيانا للطيران وبعض شركات الطيران الداخلية الرخيصة بتنظيم جميع الرحلات الداخلية. كل ما عليك فعله هو الاتصال بوكالة السفر أو مكتب الخطوط الجوية للحجز والحصول على التذاكر. ويعتبر الوصول إلى مطار كيمبو أمراً بسيطاً حيث عليك استخدام قطار الأنفاق الخط رقم 5 ومن ثم النزول في محطة مطار كيمبو.
لا داعى للقلق بشأن ازدحام حركة المرور – تستغرق الرحلة حوالي 45 دقيقة من وسط سيئول. وإذا كنت ممن لا يرغب في قطار الأنفاق، يمكنك استغلال حافلات الليموزين التابعة للمطار .

## كوريا الجنوبية تجرب تكنولوجيا صديقة للبيئة في وسائل النقل
تلجأ كوريا الجنوبية إلى طريقة جديدة لتحويل وسائل النقل العام إلى وسائل صديقة للبيئة من خلال استخدام تكنولوجيا مستخدمة في فرش الأسنان الكهربائية وفي أمواس الحلاقة لمد السيارات والحافلات بالطاقة.
وكشفت كبرى الجامعات التكنولوجية في كوريا الجنوبية عن وسيلة نقل كهربائية جديدة تستمد الطاقة من ألواح مزروعة في الطرق تنقل الطاقة من خلال اتصالات مغناطيسية. ولا توجد بين الحافلة والألواح أي أسلاك تصل بينها.
وتمتص العربات المثبت في جنبها أجهزة مغناطيسية تعمل بالمجسات الطاقة لدى مرورها فوق الواح مدفونة على عمق بضعة سنتيمترات من سطح الطريق.
وقال بي.كيه. بارك المشارك في مشروع المعهد الكوري المتطور للعلوم والتكنولوجيا "المفهوم التكنولوجي وراء الفكرة مطروح منذ 100 عام. وجدنا طريقة أفضل لنقل الكهرباء حتى تكون عملية."
الأزمة المالية العالمية الطاحنة أثرت سلبا على حجم وعدد ونوعية المعارض الخاصة بالسيارات . لكن تلك المعارض لم تتوقف تماما ، فهناك عدد من المعارض العالمية المتميزة التي تعرض نماذج وموديلات جديدة ومتجددة. جاء ذلك وفقا لما ذكره راديو كوريا الدولي في 27-11-2010 بدءاً بمعرض دترويت وانتهاء بمعرض سيول الأخير للسيارات كان هناك شعار مميز ساد تلك المعارض وهو الشعار الخاص بنظافة البيئة والمحافظة عليها من خلال صناعة السيارات الهيدروجينية ، أو ما يسمى بسيارات الأحلام ، التي تستغل الطاقة الهيدروجينية المستخرجة من المصادر المائية المتوفرة والمتجددة في العالم بدلاً من الوقود الأحفوري . والطاقة الهيدروجينية طاقة متجددة لا تنضب ولا تسبب أي مشاكل بيئية ، وبالتالي فإن السيارات التي تسير بالطاقة الهيدروجينية هي سيارات المستقبل. فكيف سيكون وضع كوريا في هذا المستقبل؟ يوو كي هو مدير فريق تنمية الطاقة الخلوية في شركة هيونداي كيا: سلمت شركة هيونداي كيا سيارة الجيل التالي من السيارة التي تعمل بالخلايا الهيدروجينية لبلدية سيول في 30 مارس. السيارة من طراز توكسون التي تعمل بخلايا الهيدروجين تجري الآن في شوارع سيول ، وهي نموذج لسيارات مجهزة بخلايا وقود بدرجة مائة كيلو واط يتم تطويرها بواسطة شركة هيونداي كيا. الجيل الأول من هذه السيارات كان مجهزاً بوقود بدرجة 80 كيلواط فقط. الجيل الثاني من هذه السيارات يعمل بشكل جيد لا يقل عن سيارات توكسون التي تعمل بواسطة الديزيل بل إنها نجحت في تحسين درجة الكفاءة وقوة التحمل حتى إنها تستطيع السير عندما تكون درجة الحرارة 20 درجة تحت الصفر.. ولتعزيز السلامة وتقليل الخطر عند حدوث تصادم فإن الطراز الجديد مجهز بأدوات استشعار لرصد أي تسرب في الهيدروجين ، وقد جرت تجارب كثيرة واختبارات متعددة للتأكد من ذلك. وصلت تكنولوجيا شركة هيونداي كيا في مجال خلايا وقود الهيدروجين مستويات معتبرة الآن. التكنولوجيا التي تم التوصل لها مؤخرا في هذا الشأن تزيد بنسبة 44% عن تكنولوجيا الجيل الأول قبل عام ، ونظام تخزين الهيدروجين بلغ الآن 750 كيلومترا من خلال إعادة شحن لمرة واحدة فقط. ظلت شركة هيوندي كيا تعكف على تطوير هذا الاستثمار على مدى 20 عاما حتى تمكنت من تطوير هذا الموديل وهي على استعداد لتسويقه تجاريا في وقت قريب. المدير يوو يحكي لنا المزيد عن السيارة الهيدروجينية.المدير يو : الولايات المتحدة هي الدول الأولى في العالم التي تتبنى نظام عدم انبعاث كامل مما دفع شركات صناعة السيارات في العالم لبحث الأمر. نحن كذلك أدركنا الآن أهمية صناعة سيارات صديقة وملائمة للبيئة وبدأنا في التفكير في مشروعات لتطوير سيارات تحافظ على نظافة وفاعلية الطاقة والتقيد بقواعد السلامة البيئية اللازمة بعيدا عن الوقود الأحفوري. مشروعاتنا بدأت بالسيارات التي تعمل بالطاقة الكهربائية مثل سوناتا وإكسل وسانتافي ثم بدأنا في إدارة تكنولوجيا الطاقة .بمواردهم المتوفرة من النفط ، شرع الأمريكيون في تأسيس مستودعات ضخمة للغاز ولكن بنهاية الثمانينات بدأت البلاد تعاني من مشكلات تلوث خطيرة بسبب عوادم السيارات. لهذا بدأت الولايات المتحدة في تبني لوائح صارمة لمعالجة مشكلة التلوث مما حدا بشركات السيارات الأمريكية إلى التسابق لاستكشاف وسائل وأساليب جديدة للحفاظ على البيئة. وكان الأمر مفاجأة غير سارة لشركة هيونداي كيا التي كانت قد دخلت السوق الأمريكية للتو عام 1986. لكن شركة هيونداي قررت ألا تضيع الوقت ، وشرعت على الفور في بحث سبل دخول السباق من أجل صناعة سيارات صديقة للبيئة وقامت ببحوث وتجارب جادة للبحث عن مصادر بيئية صديقة للطاقة ، ونجحت فعلا في تحقيق أول مشروع رائد عام 2001 وكان لها قصب السبق في ذلك المضمار
كل سياراتنا المهجنة هي نتاج تكنولوجيا خاصة بشركة هيونداي كيا وأغلب الأجزاء من صناعة كورية بحتة. سيارتنا التي تعمل بالطاقة الهيدروجينية أكثر كفاءة من كل السيارات المماثلة الأخرى. فزنا بتقديرات ممتازة في الكثير من المسابقات والمنافسات العالمية في هذا الشأن في عام 2007. قدمنا طلبات للحصول على عدد من براءات الاختراع والعلامات التجارية وكل ذلك تم بالاعتماد على التكنولوجيا الخاصة بنا دون الاعتماد على مصادر خارجية. تم اختيار شركة هيونداي كيا بواسطة وزارة الطاقة الأمريكية لتنفيذ مشروع رائد للسيارات التي تعمل بواسطة الخلايا الهيدروجينية وذلك في سبتمبر 2004. هناك الآن 5 وكالات أمريكية في 3 ميادين تقوم بتسيير سيارات تعمل بالوقود الهيدروجيني. نحن الشركة الأجنبية الوحيدة التي تشارك في هذا المشروع. هيونداي هي الآن منافس عالمي مقتدر في مجال تطوير الطاقة الهيدروجينية وستكون لها لمساتها الخاصة التي تضعها في ميدان حماية البيئة من خلال تطوير مهارات متميزة في هذا المجال.